# Щаслива дівчина (фільм, 1927)
Щаслива дівчина (англ. The Joy Girl) — американська кінокомедія режисера Аллана Дуона 1927 року.

## Синопсис
Джул Корідж відкидає нареченого, який працює водієм, на користь людини, котрого вона вважає мільйонером. З'ясовується, що вони помінялись місцями, і Гемільтон є мільйонером, а інша людина — шофер.

## У ролях
- Олів Борден — Джул Корідж
- Ніл Гемілтон — Джон Джеффрі Фліт
- Марі Дресслер — місіс Гіт
- Мері Олден — місіс Корідж
- Вільям Норріс — Герберт Корідж
- Гелен Чандлер — Флора
- Джеррі Майлі — Вікарі
- Френк Волш — Г'ю Сандман
- Кларенс Елмер — камердинер
- Пеггі Келлі — Ізольда